# East Point
East Point és una població dels Estats Units a l'estat de Geòrgia. Segons el cens del 2000 tenia 39.595 habitants.

## Demografia
Segons el cens del 2000, East Point tenia 39.595 habitants, 14.553 habitatges, i 9.430 famílies. La densitat de població era de 1.111,8 habitants/km².
Dels 14.553 habitatges en un 34,5% hi vivien nens de menys de 18 anys, en un 28,7% hi vivien parelles casades, en un 28,9% dones solteres, i en un 35,2% no eren unitats familiars. En el 27,4% dels habitatges hi vivien persones soles el 5,5% de les quals corresponia a persones de 65 anys o més que vivien soles. El nombre mitjà de persones vivint en cada habitatge era de 2,69 i el nombre mitjà de persones que vivien en cada família era de 3,27.
Per edats la població es repartia de la següent manera: un 29,3% tenia menys de 18 anys, un 11,9% entre 18 i 24, un 31,3% entre 25 i 44, un 19,5% de 45 a 60 i un 7,9% 65 anys o més.
L'edat mediana era de 30 anys. Per cada 100 dones de 18 o més anys hi havia 84,8 homes.
La renda mediana per habitatge era de 31.874 $ i la renda mediana per família de 36.099 $. Els homes tenien una renda mediana de 27.114 $ mentre que les dones 25.839 $. La renda per capita de la població era de 15.175 $. Entorn del 17,2% de les famílies i el 20,7% de la població estaven per davall del llindar de pobresa.

## Poblacions més properes
El següent diagrama mostra les poblacions més properes.